# 英戈·冯·布雷多
英戈·冯·布雷多（德語：Ingo von Bredow，1939年12月12日—2015年11月4日），德国男子帆船运动员。他曾代表德国联队参加1956年和1960年夏季奥林匹克运动会帆船比赛，其中1960年奥运会获得一枚铜牌。